# Darevskia sapphirina
Darevskia sapphirina е вид влечуго от семейство Същински гущери (Lacertidae). Видът не е застрашен от изчезване.

## Разпространение и местообитание
Разпространен е в Турция.
Обитава склонове, степи и езера.